# Riddim Driven: Thunder & Bedroom
Riddim Driven: Thunder & Bedroom jest trzecią składanką z serii Riddim Driven. Została wydana w marcu 2001 na CD i LP. Album zawiera trzynaście piosenek nagranych na riddimie "Thunder" Jeremy'ego Hardinga i siedem na "Bedroom" Prestona Onfroya

## Lista
1. "No Shame" - Bounty Killer
2. "Living My Life" - Da'Ville
3. "Success" - Frisco Kid
4. "She Like It" - Sean Paul, Mr. Easy
5. "We Nah Talk" - Merciless, Cecile
6. "How We Roll" - Assassin
7. "Cramp Your Style" - Buccaneer
8. "Tired Fi See Mi Face" - Harry Toddler
9. "Real Bad Man" - Tanto Metro, Devonte
10. "Watch Yu Hype" - T.O.K.
11. "So What" - Red Rat, Mr. Wilson
12. "Die For My Girls" - Mossy Kid
13. "Thunder Riddim Version"
14. "How Dem So Hype" - Capleton
15. "SCLA-Die" - Elephant Man
16. "Land of My Birth" - Mr. Vegas
17. "Fortune" - Bounty Killer
18. "Certain Tings" - Frisco Kid
19. "Mi Best Friend" - Madd Anju
20. "Hotta Dan You" - Hawkeye